# Vicente Quiles Fuentes
Vicente Quiles Fuentes (Elche, 1926 – Elche, 4 de febrero de 2008) fue el último alcalde de Elche de la dictadura franquista. Ocupó el cargo durante trece años, desde 1966 hasta las primeras elecciones municipales españolas de 1979.

## Biografía
Nacido en Elche, en el año 1925. Su padre, Gaspar Quiles Pascual fue asesinado el 18 de octubre de 1936 en la carretera de Aspe por simpatizantes de la Segunda República. Al terminar sus estudios comenzó a trabajar en la fábrica de alpargatas familiar y se afilió al Frente de Juventudes y a Falange Española, llegando en esta última a ser miembro del Consejo Local, concejal del Ayuntamiento con los alcaldes José Ferrández Cruz y Luis Chorro y Juan. En 1966, accedió a la alcaldía como jefe local del Movimiento Nacional.
En el tiempo en que fue concejal de Parques y Jardines, tenía la costumbre de visitar los jardines del Parque Municipal casi todas las mañanas, incluso antes de que saliera el sol, costumbre que continuó en su etapa como alcalde e incluso después de serlo.
Durante su etapa como alcalde, le tocó vivir debido al "boom" de la fabricación de calzado, el gran incremento de población, que en 1966 era de 68 000 habitantes y llegó a los 175 000 en 1979, triplicando el censo de la ciudad en esos años.
Siendo alcalde se construyeron muchos colegios públicos e institutos. Entre ellos el Colegio José Antonio, declarado experimental, que después pasaría a llamarse El Palmeral, y pasó a la condición de colegio piloto, una auténtica novedad a escala nacional. También la construcción de la Ciudad Deportiva de Altabix.
Sin embargo, sus logros más importantes fueron dos, primero el proyecto de soterramiento del ferrocarril, considerada como la obra del siglo, que acabó con la separación de la ciudad por un muro protector a ambos lados de las vías del ferrocarril y otro fue la canalización e urbanización de las laderas del río Vinalopó a su paso por la ciudad.
Su última aparición en público fue el 14 de septiembre de 2006, durante la presentación del libro Vicente Quiles. Un alcalde que pensó en futuro, del catedrático y escritor ilicitano, Diego García Castaño, en el que, naturalmente, se narra su vida en las diversas facetas tanto políticas como industriales.
Falleció el 4 de febrero de 2008 a los 82 años en su ciudad natal.
| Predecesor: Luis Chorro Juan | Alcalde de Elche 1966-1979 | Sucesor: Ramón Pastor Castell |